# Cesta z Čech do Jeruzaléma a Egypta
Cesta z Čech do Jeruzaléma a Egypta je kniha popisující výpravu člena Jednoty bratrské Martina Kabátníka na Blízký Východ. Tato pouť se uskutečnila mezi lety 1491 a 1492, ale samotný cestopis byl vydán až v roce 1539. Kniha popisuje místa, kudy Kabátník putoval, včetně Konstantinopole, Damašku, Jeruzaléma a Káhiry.

## Okolnosti vzniku
Podnět k výpravě vydala církev Jednoty bratrské v Litomyšli, podporována zdejším šlechticem Bohušem II. Kostkou z Postupic. Bohuš Kostka z Postupic s bratry vášnivě a rád diskutoval ve věcech náboženství a teologie a dobrali se k otázce, zda někde na světě ještě existují původní křesťané, tedy křesťané žijící podle původního Kristova učení. Rozhodli se tedy vyslat čtyři bratry, kteří by po nich pátrali. Těmito bratry byli B. Lukáš, rytíř Mareš Kokovec, Martin Kabátník a jakýsi Kašpar. V březnu 1491 vyrazili všichni čtyři z Litomyšle, B. Lukáš směřoval zřejmě na Západ, zejména do Itálie na pozvání Valdenských. Zbylí tři bratři doputovali do Cařihradu a zde se rozešli. Mareš se vydal do dnešního Ruska, Kašpar do evropského Turecka a Martin Kabátník měl procestovat Blízký východ. Z těchto zemí se Kabátník navrátil do Litomyšle, kde, protože sám psát neuměl, nadiktoval svou knihu svému příteli, litomyšlskému notáři a měšťanovi Adamu Bakaláři. Kniha byla poprvé vydána v roce 1539.

## Obsah knihy
Kniha začíná krátkým popisem cesty z Litomyšle do Konstantinopole a pokračuje popisem tohoto města. Důraz je kladen zejména na zdejší placení cla a také lázně, které Kabátník velmi obdivuje. Následně cesta vede do Bursy, kde je popisován především palác vládce země, kterému říkají „karvasar“. Je popisována také mešita a místní kanalizace. Také jsou zde popsána zvířata podobná lišce, pravděpodobně šakali. Odtud cestoval Kabátník do Angarie (Ankara), která je prý velice chudá a do města jménem Baysar. Toto město bylo v té době poničené tureckými žoldnéři. Odtud cesta vedla do země Turkmanské, v níž je zaveden zvláštní zvyk. Obyvatelé žijí v údolích přes zimu a na začátku horkého léta je jejich vůdce odvede do hor, do blízkosti horských pramenů. Dalším navštíveným městem bylo Marys a pak Antiochie, která „dělí zemi Múřenínskú s zemí Turkmanskú“ Dalším městem se stala Galata (dnešní Aleppo), kde pobyl Kabátník tři týdny. Popisuje zde bohatý průvod poselstva. S tímto poselstvem pak jeli až do Kapadokie a pak města Chai (dnešní Homs), kde popisuje špatně postavené mlýny. Odtud se uchýlili k městu Bethánie a pak do Damašku. Damašek je popisován jako veliké a bohaté město. Kabátník se zejména zaměřuje na jeho trhy. Také zde navštívil místo, kde blesk zarazil sv. Pavla. Zde se také autor dozvěděl o skupině křesťanů, kteří by snad mohli žít podle učení apoštolů a kterým se říká „Druhonové“, ale nikdy se za nimi nevypravil, protože cesta by byla příliš nebezpečná. Pak navštívil Galileu a Romotgalat (současná Rama), kde se setkal s Bosáky. Nakonec dojeli do Jeruzaléma, kde se Kabátníka a jeho druhy pokusil podvést jejich vůdce. Tento spor se však dostal až před pána Jeruzaléma, který nechal podvodníka zmrskat a Kabátníkově skupině vrátit všechny peníze. Pak v Jeruzalémě vyhledal Kabátník většinu svatých míst a postupoval do Betléma. Zde viděl místa narození i obřezání Ježíše. Pak se navrátil zpět do Jeruzaléma a navštívil horu Sion a hrob Ježíše Krista, který je uprostřed kláštera. Navštívil též dům Kaifáše, dům Josefa a Marie. Po všech těchto místech vodili Martina Kabátníka Bosáci, kteří se ho jako křesťana ujali. V těchto místech je také popisováno, jak Arabové utlačují zdejší Židy. Po třech týdnech vyrazil autor se svým tovaryšem do Egypta, ubytovali se v Samaří a zhlédli údajný hřbitov mnoha biblických postav, jako Adama, Evy, Izáka a dalších. Pak odjel Kabátník do Gazy, kde prý sídlí druhý nejmocnější muž v Egyptě. Po týdnu v Gaze odjel autor do nejmenovaného malého města, kde se seznámil s pěstováním palem a datlovníků. Následovala zastávka ve městě Ages (což bylo pravděpodobně Tell-Fakús) a odtud jel autor až do „Egipta a jich jazykem do Misera“. Jedná se o Káhiru. V těchto místech je popisováno město a sultánův dvůr, včetně paláce. Velký zájem projevil náš autor i o rostliny kolem Nilu a o kamenný dům, který údajně nechal vystavět Josef, syn Jákobův. V Káhiře byl také Kabátník uveden na sultánův dvůr a nějaký čas tam pobýval. Zmiňuje se o řadě zvyků na dvoře sultána a mezi měšťany a popisuje zvláštní zvíře, kterému Arabové říkali „dyavant“. Zřejmě se jednalo o žirafu. V Káhiře pobyl Martin Kabátník 20 dní a pak se vydal zpět do českých zemí. Z Káhiry odešel v březnu 1492 směrem do Jeruzaléma, který opustil po 22. dubnu a v listopadu se vrátil do Litomyšle.

## Vydání knihy
Kniha byla vydána několikrát, poprvé v roce 1539 v Litomyšli. Následně byla vydána v Praze v roce 1577, v Olomouci roku 1639, opět v Praze 1691 a 1708. Následně byla zřejmě kniha vydána až roku 1894 a pak 1900.